# سیامک کوهنورد

سیامک کوهنورد (زاده ۲۱ ژوئیهٔ ۱۹۸۴) یک بازیکن فوتبال اهل شیراز است.او در تیم فوتبال فجر شهید سپاسی شیراز توپ میزد. 
سیامک کوهنورد پس از خداحافظی از دنیای فوتبال به دنیای مربیگری مربیگری روی آورد و مربی تیم هایی همچون خیبر خرم آباد ، ماشین سازی تبریز و سایپا بود.
در حال حاضر مربی تیم فوتبال باشگاه سایپا است.